# Пески (Баштанский район)
Пески (укр. Піски) — село в Баштанском районе Николаевской области Украины.
Основано в 1782 году. Население по переписи 2001 года составляло 960 человек. Почтовый индекс — 56151. Телефонный код — 5158. Занимает площадь 1,22 км².

## Местный совет
56150, Николаевская обл., Баштанский р-н, с. Пески, пл. Кобзаря, 19

## Известные жители и уроженцы
- Клименко, Владимир Павлович (1929—2007) — Герой Социалистического Труда.